# El detectiu Conan: Black iron submarine
El detectiu Conan: Black iron submarine (名探偵コナン 黒鉄の魚影, Meitantei Konan: Kurogane no Sabumarin, lit. ‘El detectiu Conan: El submarí cuirassat negre’) és una pel·lícula d'anime de 2023. És la vint-i-sisena pel·lícula de la sèrie de llargmetratges de El detectiu Conan, després d'El detectiu Conan: La núvia de Halloween. Es va estrenar al Japó el 14 d'abril de 2023, i en català va arribar als cinemes el 28 de juliol de 2023, tant doblada com subtitulada a aquesta llengua. Es va emetre al canal SX3 al 14 d'abril de 2025.

## Sinopsi
Aquesta vegada, la pel·lícula està ambientada al mar prop de l'illa de Hachijō-jima, a Tòquio. Enginyers d'arreu del món s'hi reuneixen en una operació a gran escala de Pacific Buoy, una instal·lació extraterritorial per connectar càmeres de seguretat que pertanyen a les forces policials d'arreu del món. D'aquesta manera, posen en marxa una prova d'una certa «nova tecnologia» basada en un sistema de reconeixement facial. Mentrestant, en Conan i els detectius júniors visiten Hachijō-jima per invitació de la Sonoko Suzuki i reben una trucada telefònica d'en Subaru Okiya (un estudiant de postgrau a l'Escola d'Enginyeria de la Universitat Metropolitana de Tòquio, que en realitat és l'agent de l'FBI Shuichi Akai i un membre de l'Organització dels Homes de Negre) informant-los que un empleat de l'Europol ha estat assassinat a Alemanya per l'Organització dels Homes de Negre.

## Producció
El 7 de novembre de 2022 es va anunciar el llançament de la 26 pel·lícula derivada de la franquícia del Detectiu Conan en un reportatge especial a YouTube. La pel·lícula es va anunciar originalment just després de la projecció especial de Halloween de la 25a pel·lícula, La núvia de Halloween, amb un vídeo de 30 segons amb un dels protagonistes de la sèrie, Ai Haibara (també conegut com a Sherry). La pel·lícula es va anunciar oficialment el 30 de novembre de 2022, en la primera edició del 2023 del Weekly Shōnen Sunday, per al 14 d'abril de 2023 al Japó, en projecció simultània en els sistemes IMAX, MX4D, 4DX i Dolby Cinema.
El 6 de gener de 2023 es va estrenar al Japó la pel·lícula recopilatòria Detectiu Conan: Black Iron Mystery Train per a promocionar el film.
A Espanya, la distribuïdora Alfa Pictures va llicenciar la pel·lícula el desembre de 2022 i va arribar al cinema el 28 de juliol de 2023. A França, la pel·lícula es va distribuir per Eurozoom a partir 2 d'agost del mateix any.

## Repartiment

### Veus originals
- Minami Takayama: Conan Edogawa
- Wakana Yamazaki: Ran Mori
- Rikiya Koyama: Kogoro Mori
- Kappei Yamaguchi: Shinichi Kudo
- Kenichi Ogata: Hiroshi Agasa
- Megumi Hayashibara: Ai Haibara
- Yukiko Iwai: Ayumi Yoshida
- Ikue Otani: Mitsuhiko Tsuburaya
- Wataru Takagi: Genta Kojima
- Shunichi Ikeda: Shuichi Akai
- Ryūtarō Okiayu: Subaru Okiya
- Miyuki Ichijou: Jodie Starling
- Chafurin: Juzo Megure